# Joel Ilan Paciornik
Joel Ilan Paciornik (Curitiba, 31 de janeiro de 1965) é um magistrado brasileiro, atual ministro do Superior Tribunal de Justiça (STJ). 

## Carreira
Joel Paciornik formou-se bacharel em direito pela Faculdade de Direito de Curitiba, atual Centro Universitário Curitiba, em 1987, e mestre em direito pela Universidade Federal do Rio Grande do Sul (UFRGS) em 2013.
Foi advogado de 1987 até março de 1989, quando ingressou na magistratura paranaense como juiz de direito. Retornou à advocacia em 1990, exercendo-a até 1992, ano em que atuou como procurador do município de Curitiba e foi nomeado juiz federal.
Foi diretor do Foro da Seção Judiciária do Paraná em 1998 e diretor da Escola da Magistratura Federal do Paraná no biênio 2000-2002. Integrou a Turma Nacional de Uniformização de Jurisprudência da Jurisprudência dos Juizados Especiais Federais, junto ao Conselho da Justiça Federal, de 2004 a 2006.
Em 2006, foi promovido ao cargo de desembargador federal do Tribunal Regional Federal da 4ª Região.
Indicado pela terceira vez em lista tríplice para o cargo de ministro do Superior Tribunal de Justiça, em fevereiro de 2016 foi escolhido pela presidente Dilma Rousseff. Após sabatina, foi aprovado pelo Senado Federal com 58 votos favoráveis, 2 contrários e uma abstenção. Tomou posse em 6 de abril de 2016.